# Union Station (Toronto)
Union Station es la principal estación ferroviaria de Toronto, Ontario, Canadá. Es la estación de metro más meridional de la ciudad y una de las estaciones más frecuentadas del sistema de transporte público de la ciudad (con el nombre oficial de Union) y de la red de metro de Toronto.
Es el término de seis líneas de superficie (dos de tranvía, que están entre las más transitadas de la ciudad, y cuatro de autobús). Aunque la estación dispone de una terminal que atiende a tales líneas de superficie, esta no es integrada. Los pasajeros que se deseen trasladar entre las líneas de superficie y el metro necesitan hacer un transbordo.
La Union Station es el término de los trenes de GO Transit, así como un centro de operaciones de la VIA Rail, que hacen de la Union Station el centro de transportes más concurrido de Canadá, más incluso que el Aeropuerto Internacional de Toronto, y una de las estaciones de tren más transitadas de América del Norte. Diversas compañías ferroviarias tienen su sede en la estación.
La construcción de la Union Station, por la Canadian Pacific Railway y por la Grand Trunk Railway, data de 1913, habiendo sido inaugurada el 6 de agosto de 1927. Actualmente la administra el ayuntamiento de Toronto, y es una famosa atracción turística.

## Servicios de pasajeros
Union Station es la estructura de transporte público más transitada de cualquier tipo en Canadá, incluidos los viajes aéreos. Maneja 65 millones de pasajeros anualmente, con un promedio de 200.000 pasajeros cada día. Aproximadamente dos tercios de esos pasajeros son pasajeros del GO train o de Go bus mientras que otros 20 millones toman el metro. El resto son viajeros interurbanos entre otras ciudades de Canadá y los Estados Unidos.

### Nacional
Toronto es el principal centro de trenes de pasajeros de Canadá. En consecuencia, Union Station es, con mucho, la estación más concurrida y más utilizada de Via Rail. Cada año, 2,4 millones de pasajeros de Via Rail pasan por Union Station, lo que representa más de la mitad de todos los pasajeros de Via Rail transportados en todo el sistema.

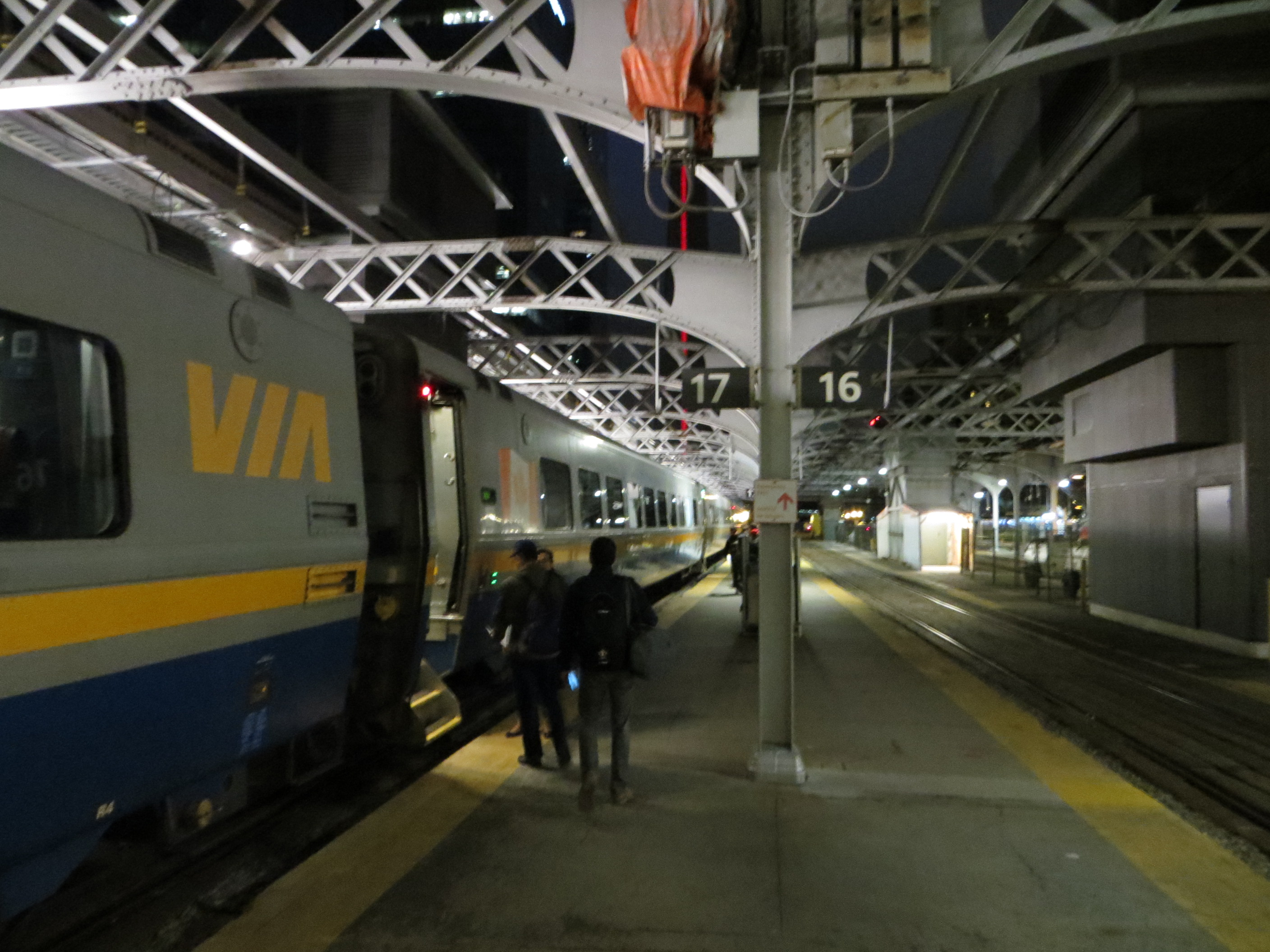
Pasajeros entrando a un tren de Via Rail.

Este uso intensivo se debe en parte a la posición de Union Station en el centro del área de servicio ferroviario interurbano más concurrida de Canadá, el Corredor Quebec-Windsor, el cual se extiende desde la ciudad de Quebec en el este hasta Windsor en el oeste.
Los trenes Via Rail en dirección oeste desde Toronto conectan directamente con la mayoría de las principales ciudades del suroeste de Ontario, incluidas Kitchener, London, Sarnia y Windsor. Además, los trenes en dirección oeste desde Montreal pasan por Toronto en ruta a Burlington. Los trenes Via Rail en dirección norte y este desde Toronto sirven principalmente al triángulo muy transitado Ottawa-Montreal-Toronto. En Montreal, los pasajeros pueden conectarse a los trenes que se dirigen a las Marítimas o al norte a las Laurentinas.
Union Station también es la terminal del este del The Canadian, el servicio transcontinental de Via Rail en dirección oeste a Vancouver a través de Winnipeg, Saskatoon y Edmonton.

### Internacional

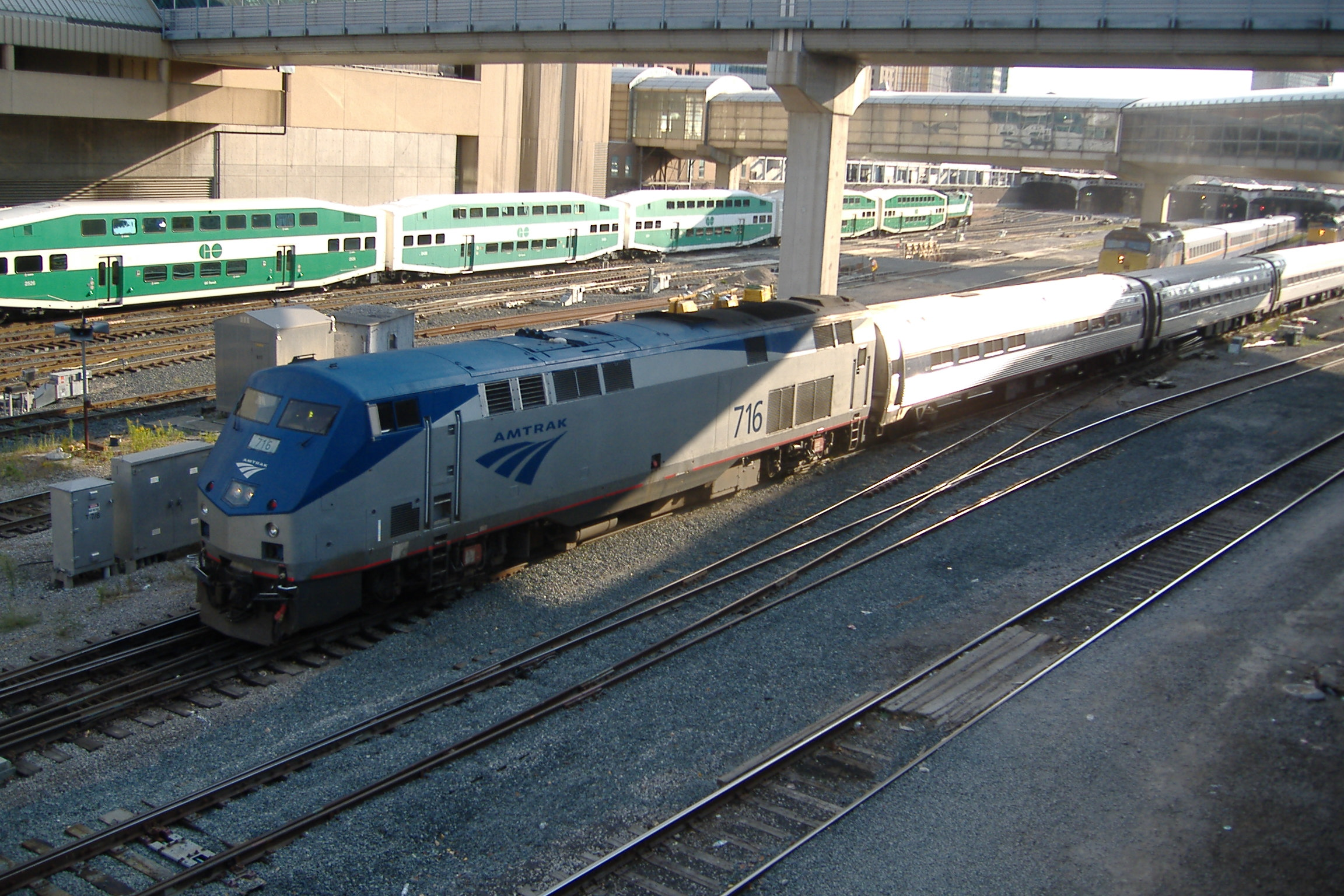
El Maple Leaf partiendo de Union Station hacia la ciudad de Nueva York.

En asociación con Via Rail, Amtrak opera el tren Maple Leaf de Toronto a la ciudad de Nueva York. El tren utiliza una composición de Amtrak pero es operado por tripulaciones de Via al norte de Niagara Falls, Ontario. Otros destinos importantes de Estados Unidos a lo largo de la ruta incluyen Búfalo, Rochester, Syracuse y Albany.
Amtrak y Via Rail operaban anteriormente el International Limited de Toronto a Chicago a través del cruce fronterizo Sarnia-Port Huron, hasta que se canceló en 2004. Tanto VIA Rail como Amtrak mantienen el servicio a lo largo de la ruta en sus respectivos lados de la frontera, pero los trenes no cruzar la frontera.

### Cercanías

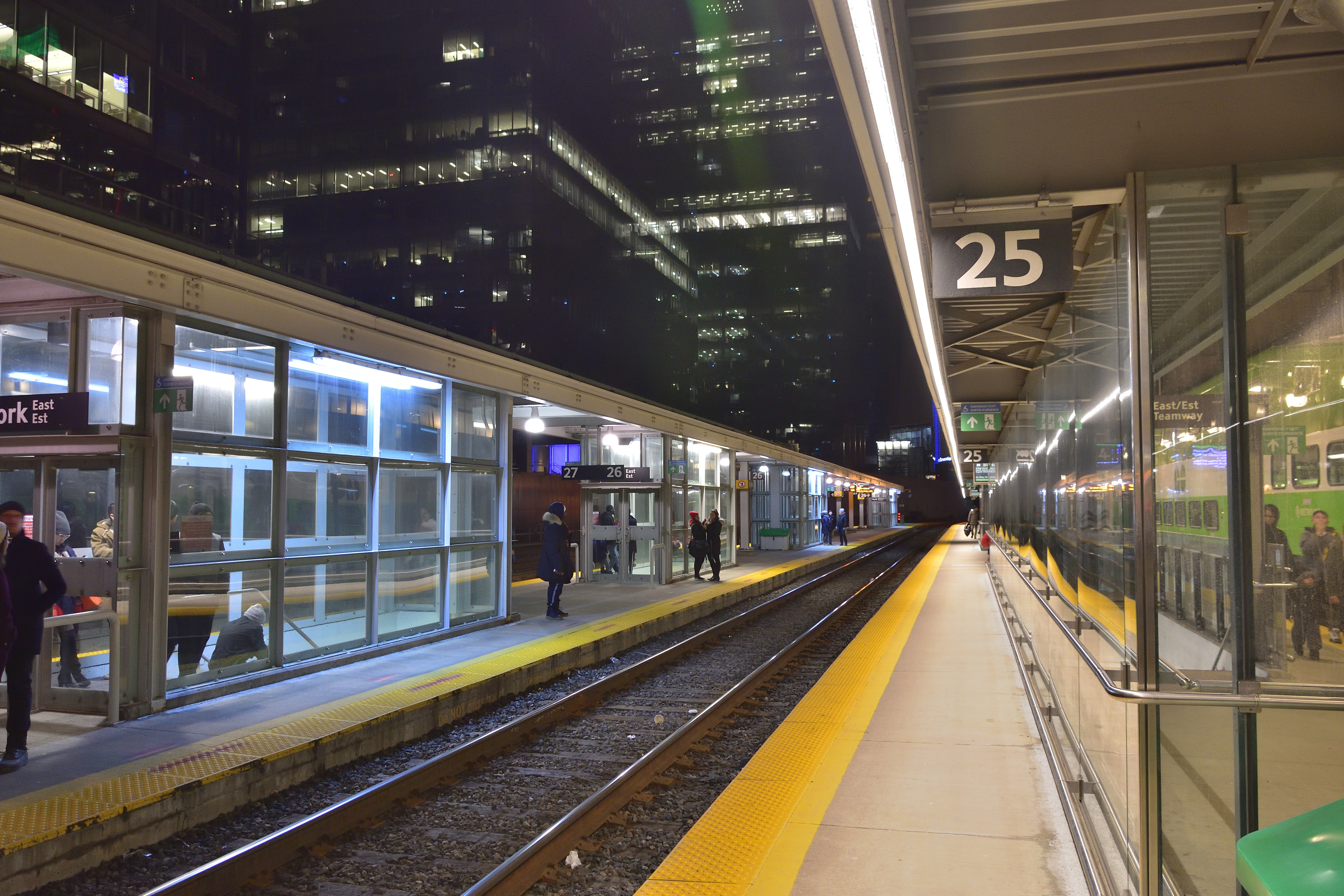
La plataforma 25 es utilizada principalmente por el servicio de trenes de cercanías de GO Transit.

Union Station es la terminal central de GO Transit, que manejó aproximadamente 69,5 millones de pasajeros en 2015.
- Línea Barrie a North York, Vaughan, King City, Aurora, Newmarket, East Gwillimbury, Bradford y Barrie
- Línea Kitchener a York, Etobicoke, Mississauga, Brampton, Georgetown, Acton, Guelph y Kitchener
- Línea Lakeshore East a Scarborough, Pickering, Ajax, Whitby y Oshawa
- Línea Lakeshore West a Etobicoke, Mississauga, Oakville, Burlington, Hamilton, St. Catharines y Niagara Falls
- Línea Milton a Etobicoke, Mississauga y Milton
- Línea Richmond Hill a North York y Richmond Hill
- Línea Stouffville a Scarborough, Markham y Stouffville

La Terminal de Autobuses Union Station de GO Transit está ubicada en CIBC Square, 81 Bay Street, en el lado sur de la terminal. Actualmente, la terminal da servicios de autobús GO Transit, así como a los servicios de autobuses de larga distancia de Coach Canada, TOK Coachlines y Ontario Northland.

### Servicios de conexión

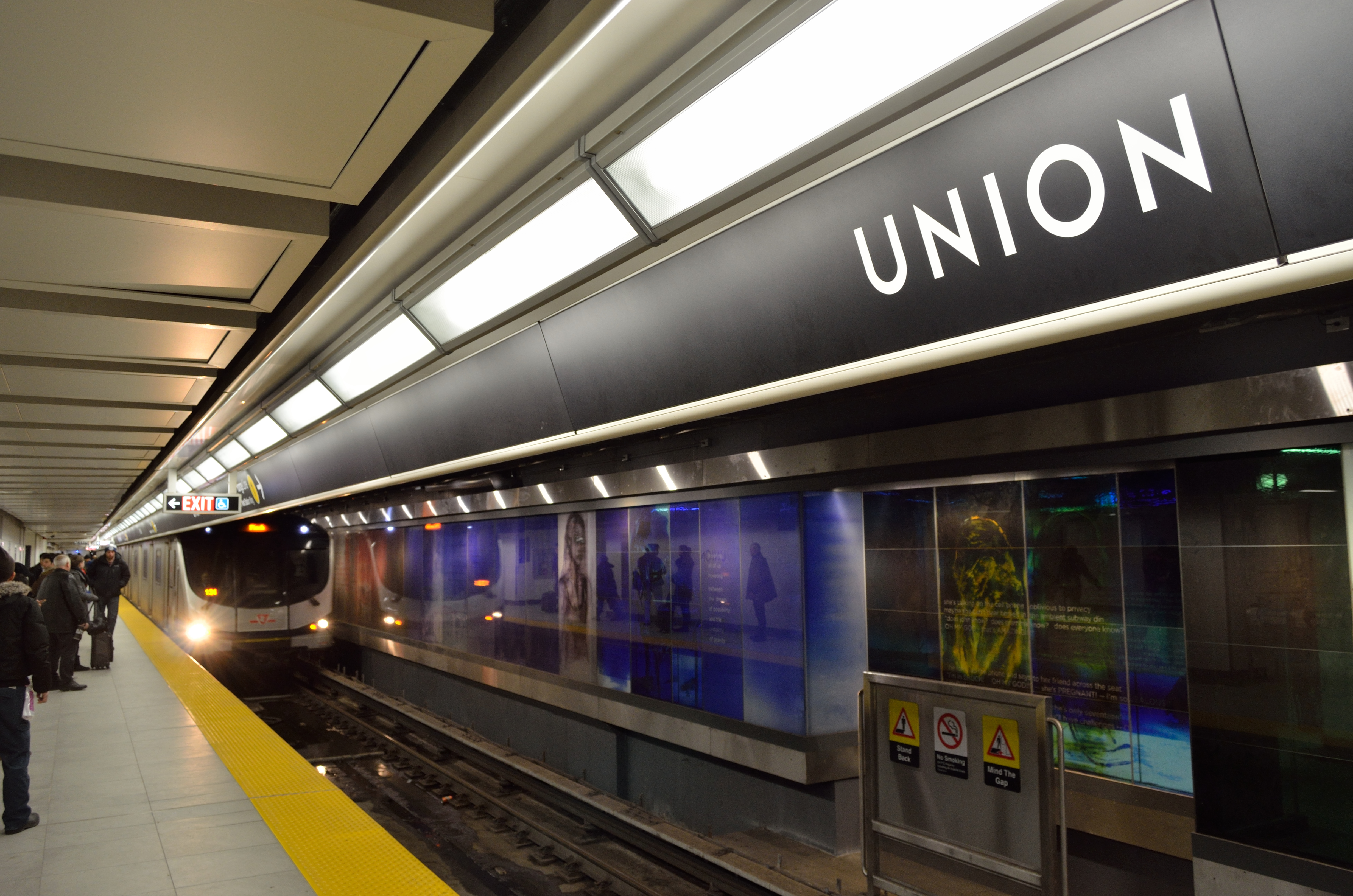
La estación incluye acceso al sistema de metro de Toronto.

Union Station está conectada con la estación de metro Union de la Comisión de Tránsito de Toronto, que forma parte de la línea 1 Yonge-University del sistema de metro de Toronto. También se puede acceder a dos rutas de tranvía de Toronto, la 509 Harbourfront y la 510 Spadina, esto sin salir de Union Station. La plataforma del tranvía se construyó en 1989 y está separada de las plataformas de la estación de metro construidas en 1954. En total, veinte millones de pasajeros de TTC pasan por Union Station cada año. La estación TTC fue renovada y ampliada en 2015, con una plataforma adicional para aumentar la capacidad.
Las rutas de autobús de la Comisión de Tránsito de Toronto 19 Bay, 72 Pape, 97 Yonge, 121 Esplanade–River y la ruta nocturna 320 Yonge utilizan paradas en las aceras en las calles exteriores.

### Conexión con el aeropuerto
El 6 de junio de 2015, el Union Pearson Express (UPX), un servicio exclusivo de conexión ferroviaria del aeropuerto, comenzó a operar entre Union Station y el Aeropuerto Internacional Toronto Pearson, deteniéndose solo en las estaciones Bloor y Weston. La apertura de la línea permitió a Metrolinx lograr su objetivo, anunciado en 2010, de operar un enlace ferroviario al aeropuerto desde Union Station a tiempo para los Juegos Panamericanos de 2015.

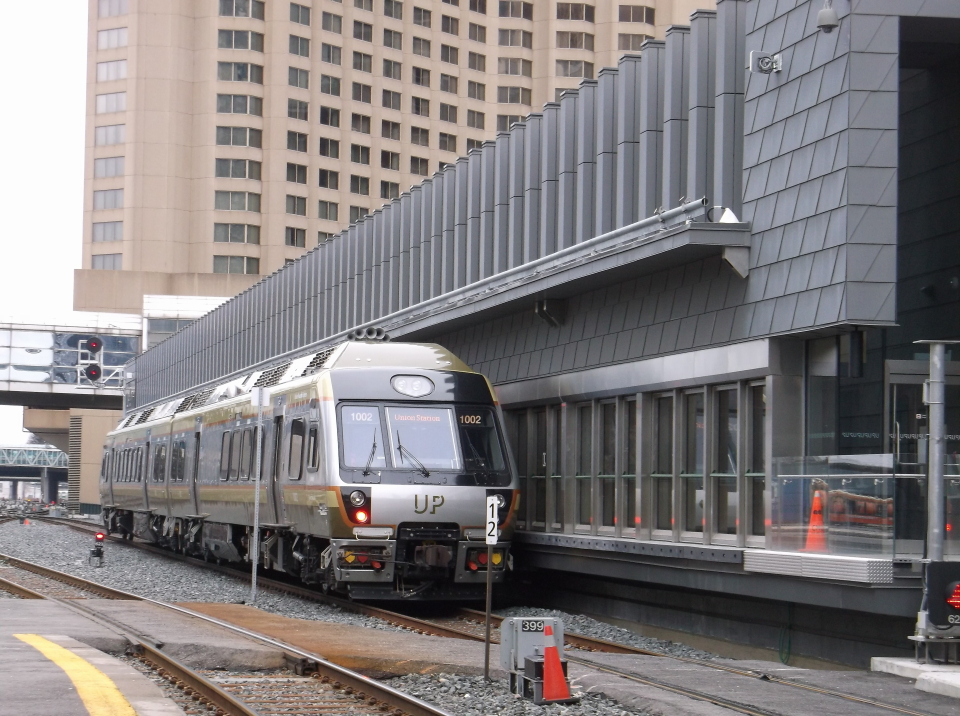
Estación del Union Pearson Express, ubicada al oeste del edificio principal de Union Station.

Los trenes de esta línea no se detienen en las plataformas regulares utilizadas por los GO Transit y Via Rail, sino que usan una estación separada ubicada al oeste del edificio de la estación principal a lo largo del atrio principal de SkyWalk entre York Street y Lower Simcoe Street. La estación Union Pearson se encuentra a 5 minutos a pie de la estación de metro Union.
Los trenes salen del andén lateral único de la estación cada 15 minutos. Los pasajeros acceden a los trenes directamente desde un área de espera cerrada, y una pared de vidrio con puertas corredizas separa los trenes de la plataforma y se abre para permitir que los pasajeros aborden directamente desde el área de espera sin exposición a los elementos. El piso de la sala de espera está al nivel del piso del tren, lo que permite abordar sin escalones.
La estación del Union Pearson Express tiene un mostrador de atención al cliente exclusivo, máquinas expendedoras de boletos y quioscos de facturación de vuelos. Estos quioscos permiten el check-in de Air Canada y WestJet. Tres puestos en el área de espera ofrecen café de Balzac, souvenirs y cerveza de barril Mill Street Brewery.

### Operaciones anteriores

#### Ontario Northland
- Northlander a Gravenhurst, Huntsville, North Bay, Cobalt y Cochrane

El Northlander proporcionó un servicio de tren de pasajeros entre Union Station y el noreste de Ontario desde 1976 hasta 2012. En marzo de 2012, el Gobierno de Ontario anunció planes para interrumpir este servicio, y el último día de operaciones fue el 28 de septiembre de 2012.

#### Amtrak
- International a Port Huron, Flint, Battle Creek, Niles y Chicago

El International (conocida hasta 1983 como International Limited) proporcionó un servicio de tren de pasajeros entre Toronto y Chicago desde 1982 hasta 2004, cuando el servicio transfronterizo fue descontinuado y reemplazado por el servicio Toronto-Sarnia de Via Rail y Blue Water de Amtrak. ruta de Port Huron a Chicago. El último día de operaciones fue el 23 de abril de 2004.

## Otras estaciones en Toronto
- Terminal del Toronto, Grey y Bruce Railway: al sur de Fort York.
- Grand Trunk Freight House - Front Street West y Simcoe Street.
- Oficina de Northern Railway: Spadina Avenue y Front Street West (antes como oficina central de The Globe and Mail y ahora en proceso de remodelación como proyecto de condominios The Well)
- Terminal de pasajeros Grand Trunk: Front Street East y Yonge Street (Oficina de carga después de 1882, más tarde como Toronto Wholesale Fruit Market desde 1900 y Canadian Consolidated Rubber Company, cobertizo destruido por un incendio en 1952 y estación finalmente demolida para dar paso al Centro O'Keefe para las Artes Escénicas (ahora Meridian Hall)
- Terminal de mantenimiento, carga y pasajeros del Toronto y Nipissing Railway, Berkeley Street - Frente y Parlamento, ahora Parliament Square Park
- Northern Railway Depot: Jarvis y The Esplanade en el extremo sur del antiguo mercado de St Lawrence y ahora parte del ala sur del mercado de St Lawrence.